# Henrik Bo Fomsgaard Rasmussen
Henrik Bo Fomsgaard Rasmussen (født 18. september 1971 i Glostrup) er en dansk konservativ politiker, og den nuværende borgmester i Vallensbæk Kommune fra 2010 efter Kurt Hockerups død.
I 2010 blev Henrik Rasmussen folketingsmedlem for Det Konservative Folkeparti i Københavns Omegns Storkreds. Her havde han posten som kulturpolitisk og kommunalpolitisk ordfører. Desuden var han medlem af Erhvervsudvalget og Miljø- og Planlægningsudvalget.
Han har siddet i Vallensbæk kommunalbestyrelse siden 1994, og var formand for teknik- og miljøudvalget i perioden 1998-2009, samt 1. viceborgmester i perioden 2002-2010.